# Way Halom (Buay Madang)
Way Halom is een bestuurslaag in het regentschap Ogan Komering Ulu van de provincie Zuid-Sumatra, Indonesië. Way Halom telt 2175 inwoners (volkstelling 2010).